# Painted grey ware-cultuur
De painted grey ware-cultuur (PGW) was een archeologische cultuur in de Ganges–Yamuna doab en de Ghaggar-vallei. De cultuur wordt gekenmerkt door grijsbakkend aardewerk met zwarte beschilderingen en kent de nodige variaties. Het was waarschijnlijk een agrarische samenleving en is geassocieerd met de Indo-Ariërs uit de Vedische tijd, al is dit nog niet zeker. De cultuur werd op enkele sites voorafgegaan door laat-Harappa, terwijl er soms ook een overlapping was. Op andere sites ging de ochre coloured pottery-cultuur (OCP) de PGW-cultuur vooraf, terwijl er ook sites zijn waar zwart-en-rood aardewerk (BRW) vooraf ging. De northern black polished ware-cultuur (NBP) is de opvolgende cultuur.

## Eerste vondsten
De eerste vondsten waren in de jaren 1940-44 in Ahichchhatra, wat ooit de hoofdstad van Panchala was. Pas door opgravingen in Hastinapura in 1954-55 door Braj Basi Lal werd het belang duidelijk. Andere opgravingen zijn Tilpat, Alamgirpur, Allahpur, Mathura, Kampil, Noh, Jodhpura, Bhagwanpura, Jakhera, Kaushambi en Shravasti.

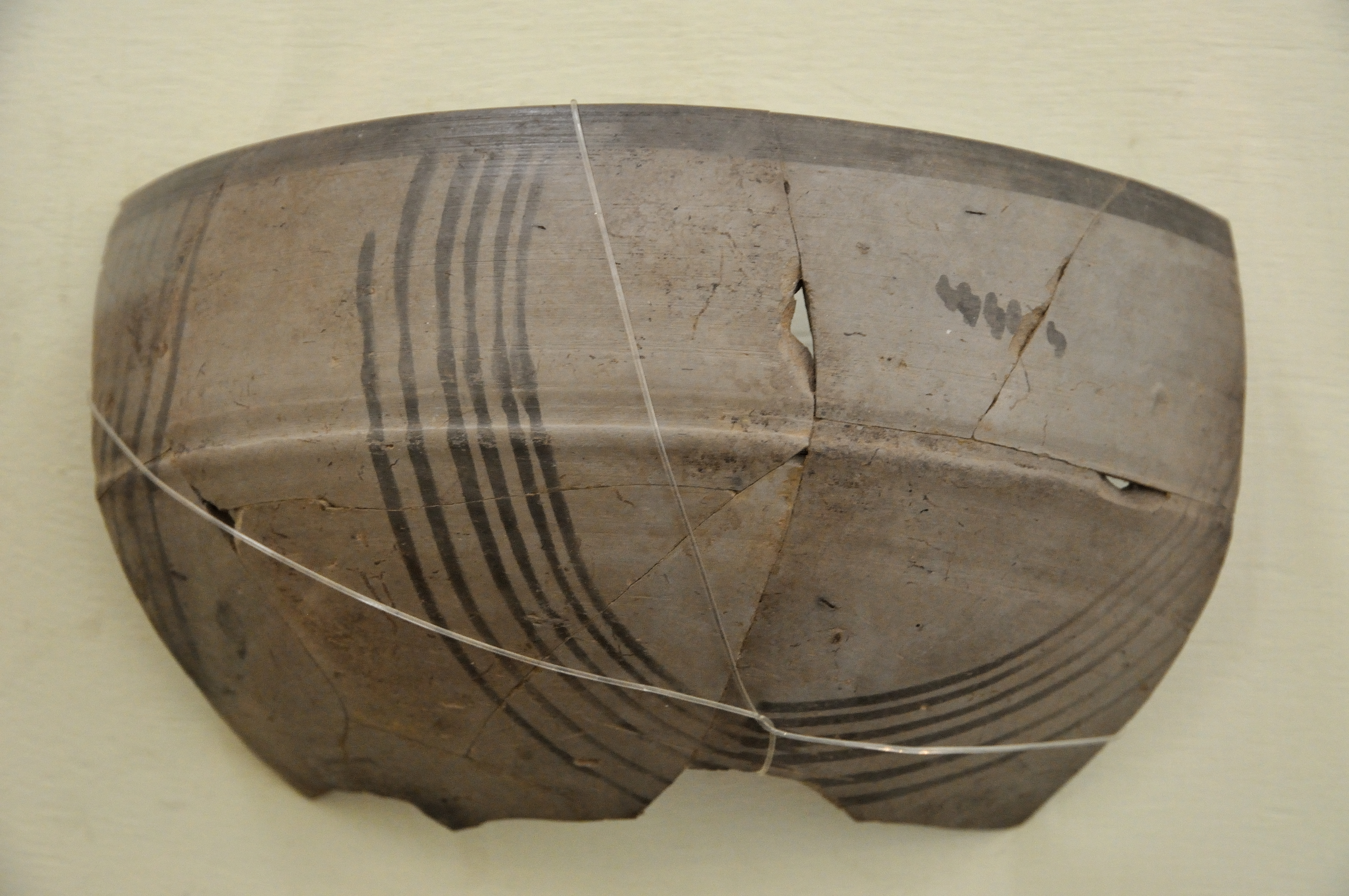
Painted grey ware uit Sonkh

Lal zocht specifiek naar overblijfselen van de cultuur van de Mahabharata en was daarom in Hastinapura gaan graven. Onder overblijfselen van de northern black polished ware-cultuur werd het beschilderde grijze aardewerk gevonden met daar weer onder scherven van de ochre coloured pottery-cultuur. Het was dun grijs tot grijsbruin aardewerk gemaakt van fijn geslibde klei, op de pottenbakkersschijf gedraaid en goed gebakken met daarop geometrische matzwarte motieven geschilderd. Dit grijsbakkend aardewerk werd gemaakt door de luchttoevoer te beperken – reducerend bakken. Door het lage zuurstofgehalte kreeg het ijzer in de klei een grijze kleur. Meer zuurstof toevoeren – oxiderend bakken – zou het ijzer in de klei rood kleuren. De meeste motieven hadden eenvoudige patronen, waaronder ook swastika's. Er zijn wel ingewikkeldere patronen bekend, maar deze komen weinig voor.
Om de tot dan onbekende periode tussen de Indusbeschaving en de vroege historische tijd rond 600 v.Chr. te overbruggen, hoopte Lal ook resten te vinden van de Harappacultuur en deed daartoe opgravingen in Rupar (Rupnagar). Daar trof hij zowel Harappaans aardewerk als painted grey ware aan. Dit alles deed Lal de vraag stellen of de painted grey ware-cultuur dezelfde was als de Indo-Arische samenleving. Ook Hasmukh Dhirajlal Sankalia dacht dat het mogelijk de beschaving van de Mahabharata betrof. Hoewel Lal aangaf dat er meer onderzoek nodig was, is het verband tussen PGW en de Indo-Ariërs sindsdien vaak gelegd.
Vondsten van rijst en beenderen van vee deden Lal vermoedden dat het een agrarische samenleving betrof. In Hastinapura werden ongebakken stenen en een gebakken steen aangetroffen. In Jakhera werden grote bakstenen gevonden en dit lijkt een proto-stedelijke fase te zijn geweest.

## Interpretaties
Tribhuvan Nath Roy onderscheidde vier soorten aardewerk: gewoon grijs aardewerk, zwart slibaardewerk, zwart-en-rood aardewerk en rood aardewerk. Bij PGW onderscheidde hij vier texturen of fabrics:
- Fabric A zijn de scherven volgens de standaarddefinitie van Lal en Bal Krishen Thapar. Bij veel vindplaatsen maakt fabric A maar een klein deel uit van al het aardewerk
- Fabric B is ook dun aardewerk met een grijze kern, maar is verder afgewerkt met een dunne laag slib. De schildermethode wijkt af van fabric A
- Fabric C bestaat uit aardewerk met een grijze of vaalgele kern, een rood en roodbruin oppervlak en zwart schilderwerk. In Hastinapura zijn er maar zeven van deze scherven gevonden, waarvan vijf in vroege PGW-lagen, maar in Ahichchhatra en Jakhera komen ze wel veel voor, ook in de vroege lagen. In Jakhera gaan ze vooraf aan de laag van standaard-PGW
- Fabric D is hetzelfde aardewerk als fabric A, maar hier zijn de motieven niet geschilderd, maar gestempeld. Deze komen zeer weinig voor

Roy maakte bezwaar tegen het gebruik om op basis van enkele PGW-scherven een site toe te schrijven aan de PGW-cultuur, terwijl andere artefacten dit tegenspreken. Andersom vroeg hij zich af waarom sites waar PGW-scherven ontbreken, maar andere artefacten wel een indicatie zijn van PGW toch niet tot de PGW-cultuur gerekend worden.
Het gebied waar PGW-scherven zijn gevonden, was in 2014 uitgebreid tot meer dan 1100 sites. Naast de Gangesvlakte was dit ook in de Punjab, langs de Ghaggar-Hakra in Cholistan, Haryana, noordelijk Rajasthan, westelijk Uttar Pradesh, tot het noorden in Terai en het zuiden bij Ujjain. Het betrof hier veelal echter een minderheid van het aangetroffen aardewerk. Zo betrof het in Cholistan maar 5%, terwijl de rest bestond uit corded rood aardewerk. In de Gangesvlakte is ook veel zwart-en-rood aardewerk teruggevonden rond deze periode. Het merendeel van de sites was klein.
Lange tijd werden bij opgravingen geen ijzeren artefacten gevonden. In Jakhera en Atranjikhera werd dit uiteindelijk wel aangetroffen.
Er zijn de nodige problemen met de associatie tussen PGW en de Mahabharata en ook de ochre coloured pottery-cultuur is geopperd als mogelijke kandidaat, ook al zijn hier de nodige bezwaren en is het zelfs niet zeker of dit werkelijk een enkele cultuur was.
Van Kaushambi werd aanvankelijk gedacht dat dit rond 1000 v.Chr. een ommuurde stad was, maar dit is later bijgesteld naar zo'n 500 jaar later.